# Венгерско-сирийские отношения
Венгерско-сирийские отношения – дипломатические отношения между Венгрией и Сирией. Обе страны установили дипломатические отношения в 1954 году. В 1961 году было открыто сирийское посольство в Будапеште. Однако эти отношения были частично разорваны в 2012 году, когда Венгрия ввела санкции против Сирии и вывела дипломатов из страны.
В 2019 году Венгрия объявила о своем намерении модернизировать свое дипломатическое представительство в Сирии. В 2020 году в вновь открытом венгерском посольстве в Дамаске были назначены повеченный в делах и консул. В 2022 году министр иностранных дел Сирии Фейсал Микдад и его венгерский коллега Петер Сийярто провели переговоры об улучшении двусторонних отношений. После землетрясения в феврале 2023 года Венгрия предоставила Сирии 50 миллионов форинтов в виде помощи.